# Élisée Déandréis
Élisée Léon Déandréis (de Andréis) est un homme politique français né le 20 juin 1838 à Montpellier (Hérault) et décédé le 29 janvier 1911 à Paris (7e).
Il est inhumé au cimetière Saint-Lazare de Montpellier.

## Biographie
Élisée Déandréis est banquier à partir du mois de septembre 1860, associé à Eugène Carrière.
Membre de la chambre de commerce en 1875, il est un opposant au Second Empire. Conseiller général du canton de Saint-Martin-de-Londres. Conseiller municipal de Montpellier de 1871 à 1879, député de l'Hérault de 1885 à 1893, inscrit au groupe de la Gauche Radicale et sénateur de l'Hérault de 1895 à 1906, inscrit au groupe de la Gauche démocratique. Il est rapporteur du budget des Beaux-Arts de 1901 à 1905.